# توني غوين
توني غوين (بالإنجليزية: Tony Gwynn)‏ هو لاعب كرة قاعدة أمريكي، ولد في 9 مايو 1960 في لوس أنجلوس في الولايات المتحدة، وتوفي في 16 يونيو 2014 في باواي في الولايات المتحدة وورم الغدة اللعابية.

## وصلات خارجية
- الموقع الرسمي
- توني غوين على موقع دوري كرة القاعدة الرئيسي (الإنجليزية)
- توني غوين على موقعبيزبول رفرنس.كوم (الدوري الرئيسي) (الإنجليزية)
- توني غوين على موقعبيزبول رفرنس.كوم (الدوري الثانوي) (الإنجليزية)
- توني غوين على موقع إي إس بي إن.كوم (أم.أل.بي) (الإنجليزية)
- توني غوين على موقع مشجعي الرسوم البيانية (الإنجليزية)
- توني غوين على موقع قاعة مشاهير كرة القاعدة (الإنجليزية)
- توني غوين على موقع سبورتس رفرنس (الإنجليزية)
- توني غوين على موقع كلية كرة السلة في سبورتس رفرنس.كوم (الإنجليزية)
- توني غوين على موقع ريلجم (الإنجليزية)
- توني غوين على موقع قاعة كاليفورنيا للمشاهير الرياضية (الإنجليزية)
- توني غوين على موقع الموسوعة البريطانية (الإنجليزية)
- توني غوين على موقع إن إن دي بي (الإنجليزية)